# Викингур (футбольный клуб, Рейкьявик)
«Викингур» (исл. Knattspyrnufélagið Víkings) — исландский футбольный клуб из Рейкьявика. Клуб основан 21 апреля 1908 года, домашние матчи проводит на стадионе «Викингсвётлюр», вмещающем 1449 зрителей. «Викингур» семь раз становился чемпионом Исландии и пять раз побеждал в национальном кубке. Первый исландский клуб прошедший в плей-офф еврокубков - Лига конференций 2024/2025

## Достижения
- Чемпионат Исландии по футболу:
  - Золото (7)[1]: 1920, 1924, 1981, 1982, 1991, 2021, 2023.
  - Серебро (7): 1918, 1921, 1922, 1925, 1938, 1940, 1948.
  - Бронза (9): 1919, 1926, 1927, 1931, 1939, 1941, 1944, 1953, 2022
- Кубок Исландии по футболу[2]:
  - Победитель (5): 1971, 2019, 2021, 2022, 2023
  - Финалист (1): 1967.
- Суперкубок Исландии[3]:
  - Победитель (3): 1982, 1983, 2022

## Выступления в еврокубках
| Сезон   | Турнир          | Раунд | Страна                  | Клуб              | Счёт     |
| ------- | --------------- | ----- | ----------------------- | ----------------- | -------- |
| 1972/73 | Кубок кубков    | 1R    | Флаг Польши             | Легия             | 0:2, 0:9 |
| 1981/82 | Кубок УЕФА      | 1Р    | Флаг Франции            | Бордо             | 0:4, 0:4 |
| 1982/83 | Кубок чемпионов | 1Р    | Флаг Испании            | Реал Сосьедад     | 0:1, 2:3 |
| 1983/84 | Кубок чемпионов | 1Р    | Флаг Венгрии            | Дьёр              | 1:2, 0:2 |
| 1992/93 | Лига чемпионов  | 1Р    | Флаг России (1991—1993) | ЦСКА (Москва)     | 0:1, 2:4 |
| 2015/16 | Лига Европы     | 1Р    | Флаг Словении           | Копер             | 0:1, 2:2 |
| 2020/21 | Лига Европы     | 1Р    | Флаг Словении           | Олимпия (Любляна) | 1:2      |

- 1Р — первый раунд.